# Sportgemeinschaft 09 Wattenscheid 1977-1978
Questa voce raccoglie le informazioni riguardanti la Sportgemeinschaft 09 Wattenscheid nelle competizioni ufficiali della stagione 1977-1978.

## Stagione
Nella stagione 1977-1978 il Wattenscheid, allenato da Hubert Schieth, concluse il campionato di 2. Bundesliga al 6º posto. In Coppa di Germania il Wattenscheid fu eliminato al primo turno dal Taunusstein.

## Rosa
| N. |                     | Ruolo | Calciatore          |
| -- | ------------------- | ----- | ------------------- |
|    | Germania (bandiera) | P     | Manfred Behrendt    |
|    | Germania (bandiera) | P     | Rolf Brandt         |
|    | Germania (bandiera) | P     | Klaus Kozicki       |
|    | Germania (bandiera) | D     | Hans-Günter Bruns   |
|    | Germania (bandiera) | D     | Peter Diekämper     |
|    | Germania (bandiera) | D     | Karl-Georg Eickhoff |
|    | Germania (bandiera) | D     | Reinhold Klee       |
|    | Germania (bandiera) | D     | Rudi Klimke         |
|    | Italia (bandiera)   | D     | Piero Lussu         |
|    | Germania (bandiera) | D     | Hans-Jürgen Zimmer  |
|    | Germania (bandiera) | D     | Helmut Zyla         |
|    | Germania (bandiera) | C     | Heinrich Bachorz    |

| N. |                     | Ruolo | Calciatore       |
| -- | ------------------- | ----- | ---------------- |
|    | Germania (bandiera) | C     | Thomas Frigger   |
|    | Germania (bandiera) | C     | Jürgen Hünerlage |
|    | Germania (bandiera) | C     | Detlev Kudella   |
|    | Germania (bandiera) | C     | Frank Salewski   |
|    | Germania (bandiera) | A     | Gerhard Drews    |
|    | Germania (bandiera) | A     | Ewald Hammes     |
|    | Germania (bandiera) | A     | Helmut Horsch    |
|    | Germania (bandiera) | A     | Rüdiger Koppel   |
|    | Germania (bandiera) | A     | Wolfgang Schmitt |
|    | Germania (bandiera) | A     | Dieter Schulitz  |
|    | Germania (bandiera) | A     | Peter Wloka      |

## Organigramma societario
Area tecnica
- Allenatore: Hubert Schieth
- Allenatore in seconda:
- Preparatore dei portieri:
- Preparatori atletici:

## Calciomercato

### Sessione estiva
| Acquisti | Acquisti           | Acquisti             | Acquisti |
| R.       | Nome               | da                   | Modalità |
| -------- | ------------------ | -------------------- | -------- |
| P        | Manfred Behrendt   | Göttingen            |          |
| A        | Wolfgang Schmitt   | Rot-Weiß Lüdenscheid |          |
| D        | Hans-Jürgen Zimmer | Schwarz-Weiß Essen   |          |

| Cessioni | Cessioni          | Cessioni         | Cessioni |
| R.       | Nome              | a                | Modalità |
| -------- | ----------------- | ---------------- | -------- |
| D        | Uwe Erkenbrecher  | Göttingen        |          |
| A        | Jürgen Jendrossek | Viktoria Colonia |          |

### Sessione invernale
| Acquisti | Acquisti | Acquisti | Acquisti |
| R.       | Nome     | da       | Modalità |
| -------- | -------- | -------- | -------- |

| Cessioni | Cessioni         | Cessioni | Cessioni |
| R.       | Nome             | a        | Modalità |
| -------- | ---------------- | -------- | -------- |
| C        | Carlos Babington | Huracán  |          |

## Risultati

### 2. Bundesliga

#### Girone di andata
| Arbitro: | Ohmsen |

|                         |           |                                |
| Ludwig 36’ Fritsche 57’ | Marcatori | 43’ (rig.) Bruns 47’ Babington |

| Arbitro: | Boe |

|                                |           |                          |
| Babington 22’ Bruns 60’ (rig.) | Marcatori | 41’ Ohling 50’ Rogoznica |

| Leverkusen 17 agosto 1977 3ª giornata | Bayer Leverkusen | 0 – 0 referto | Wattenscheid 09 | Kleines-Haberland-Stadion (8 000 spett.)\| Arbitro: \| Heymann \| |
| Arbitro:                              | Heymann          |               |                 |                                                                   |

| Arbitro: | Pauly |

|                                    |           |                |
| Bachorz 33’ Horsch 47’ Schmitt 65’ | Marcatori | 36’ Scheermann |

| Arbitro: | Zuchantke |

|                           |           |                                        |
| Klose 47’ Mrosko 87’, 90’ | Marcatori | 30’, 73’ Schmitt 83’ Wloka 89’ Bachorz |

| Arbitro: | Ahlenfelder |

|                                     |           |                          |
| Bachorz 5’ Babington 12’ Hammes 71’ | Marcatori | 30’ Fürhoff 84’ Sperlich |

| Arbitro: | Gabriel |

|  |           |                         |
|  | Marcatori | 3’ Zimmer 88’ Babington |

| Arbitro: | Wippker |

|                                    |           |                                                           |
| Brinkmann 23’ (aut.) Babington 81’ | Marcatori | 26’ Greth 43’ Funkel 54’ Raschid 57’ Mattsson 63’ Mostert |

| Arbitro: | Schön |

|  |           |            |
|  | Marcatori | 74’ Hammes |

| Arbitro: | Hennig |

|                                                          |           |                                  |
| Bruns 63’ (rig.), 67’ (rig.) Hammes 65’, 84’ Bachorz 75’ | Marcatori | 4’ Greif 10’ Nordmann 52’ Schock |

| Arbitro: | Assenmacher |

|                   |           |  |
| Klimke 47’ (aut.) | Marcatori |  |

| Arbitro: | Gabor |

|                                           |           |                 |
| Hammes 11’ Babington 17’ Bruns 73’ (rig.) | Marcatori | 90’ (rig.) Lehr |

| Arbitro: | Assenmacher |

|                 |           |  |
| Wolf 59’ (rig.) | Marcatori |  |

| Arbitro: | Eschweiler |

|  |           |           |
|  | Marcatori | 6’ Anders |

| Arbitro: | Marchefka |

|  |           |                                    |
|  | Marcatori | 67’ Diekämper 75’ Drews 77’ Zimmer |

| Arbitro: | Ebner |

|                        |           |                            |
| Schmitt 33’ Horsch 53’ | Marcatori | 42’ Gerresheim 70’ Ochmann |

| Arbitro: | Jensen |

|                    |           |  |
| Cryns 31’ Pohl 44’ | Marcatori |  |

| Arbitro: | Heymann |

|             |           |                      |
| Bittner 74’ | Marcatori | 60’ Hammes 83’ Drews |

| Arbitro: | Kohnen |

|  |           |                       |
|  | Marcatori | 33’ Redder 37’ Hayduk |

#### Girone di ritorno
| Arbitro: | Niemann |

|                                                                |           |                         |
| Bruns 20’ (rig.) Hammes 24’ Bachorz 38’ Schmitt 61’ Horsch 84’ | Marcatori | 10’ Ludwig 19’ Fritsche |

| Arbitro: | Leyding |

|              |           |            |
| Diekmann 54’ | Marcatori | 79’ Hammes |

| Arbitro: | Halfter |

|                                 |           |                                    |
| Drews 14’ Horsch 64’ Hammes 66’ | Marcatori | 38’ Herzog 52’ Brücken 71’ Ziegler |

| Arbitro: | Jensen |

|                                  |           |                            |
| Jürgens 68’, 76’ Clute-Simon 80’ | Marcatori | 18’ Drews 87’ (rig.) Bruns |

| Arbitro: | Osmers |

|                                           |           |                             |
| Hammes 22’ Hoffmann 48’ (aut.) Horsch 88’ | Marcatori | 19’ Reh 73’ (rig.) Behrends |

| Arbitro: | Assenmacher |

|                 |           |           |
| Bönighausen 45’ | Marcatori | 85’ Drews |

| Arbitro: | Zittrich |

|             |           |               |
| Schmitt 78’ | Marcatori | 90’ Montelett |

| Arbitro: | Eschweiler |

|                       |           |                      |
| Riege 81’ Raschid 86’ | Marcatori | 41’ Hammes 80’ Drews |

| Arbitro: | Richter |

|                                 |           |  |
| Schmitt 2’ Zimmer 22’ Bruns 84’ | Marcatori |  |

| Arbitro: | Schmidt |

|                                  |           |            |
| Hußner 27’ Greif 32’ Schäfer 78’ | Marcatori | 74’ Hammes |

| Arbitro: | Filipiak |

|                                                |           |                      |
| Babington 49’ Bruns 63’ (rig.), 78’ Hammes 73’ | Marcatori | 10’, 86’ Heidenreich |

| Arbitro: | Boe |

|                                               |           |                  |
| Lenz 54’, 80’ Jonas 59’ Plücken 75’ Hartl 85’ | Marcatori | 10’, 53’ Bachorz |

| Arbitro: | Heitmann |

|                                           |           |  |
| Bruns 16’ (rig.) Hammes 42’ Babington 62’ | Marcatori |  |

| Arbitro: | Heymann |

|                                                        |           |             |
| Wunder 4’ (rig.) Milewski 37’ Stiller 47’ Wehmeyer 82’ | Marcatori | 58’ Bachorz |

| Arbitro: | Gabriel |

|                                          |           |  |
| Babington 23’ Bruns 25’, 69’ (rig.), 80’ | Marcatori |  |

| Arbitro: | Burgers |

|                 |           |            |
| Scheer 17’, 51’ | Marcatori | 85’ Horsch |

| Arbitro: | Brückner |

|  |           |                            |
|  | Marcatori | 16’ Köstner 59’ Eilenfeldt |

| Arbitro: | Pauly |

|                           |           |  |
| Hammes 60’, 88’ Drews 75’ | Marcatori |  |

| Arbitro: | Ebner |

|                                |           |               |
| Hayduk 1’ Fagot 60’ Redder 81’ | Marcatori | 6’, 12’ Bruns |

### Coppa di Germania
| Arbitro: | Pauly |

|            |           |                           |
| Drews 100’ | Marcatori | 91’ Eckl 114’ Schloßbauer |

## Statistiche

### Statistiche di squadra
| Competizione      | Punti | In casa | In casa | In casa | In casa | In casa | In casa | In trasferta | In trasferta | In trasferta | In trasferta | In trasferta | In trasferta | Totale | Totale | Totale | Totale | Totale | Totale | DR  |
| Competizione      | Punti | G       | V       | N       | P       | Gf      | Gs      | G            | V            | N            | P            | Gf           | Gs           | G      | V      | N      | P      | Gf     | Gs     | DR  |
| ----------------- | ----- | ------- | ------- | ------- | ------- | ------- | ------- | ------------ | ------------ | ------------ | ------------ | ------------ | ------------ | ------ | ------ | ------ | ------ | ------ | ------ | --- |
| 2. Bundesliga     | 41    | 19      | 11      | 4       | 4       | 49      | 31      | 19           | 5            | 5            | 9            | 27           | 34           | 38     | 16     | 9      | 13     | 76     | 65     | +11 |
| Coppa di Germania | -     | 1       | 0       | 0       | 1       | 1       | 2       | 0            | 0            | 0            | 0            | 0            | 0            | 1      | 0      | 0      | 1      | 1      | 2      | -1  |
| Totale            | 41    | 20      | 11      | 4       | 5       | 50      | 33      | 19           | 5            | 5            | 9            | 27           | 34           | 39     | 16     | 9      | 14     | 77     | 67     | +10 |

### Andamento in campionato
| Giornata  | 1 | 2  | 3  | 4 | 5 | 6 | 7 | 8 | 9 | 10 | 11 | 12 | 13 | 14 | 15 | 16 | 17 | 18 | 19 | 20 | 21 | 22 | 23 | 24 | 25 | 26 | 27 | 28 | 29 | 30 | 31 | 32 | 33 | 34 | 35 | 36 | 37 | 38 |
| --------- | - | -- | -- | - | - | - | - | - | - | -- | -- | -- | -- | -- | -- | -- | -- | -- | -- | -- | -- | -- | -- | -- | -- | -- | -- | -- | -- | -- | -- | -- | -- | -- | -- | -- | -- | -- |
| Luogo     | T | C  | T  | C | T | C | T | C | T | C  | T  | C  | T  | C  | T  | C  | T  | T  | C  | C  | T  | C  | T  | C  | T  | C  | T  | C  | T  | C  | T  | C  | T  | C  | T  | C  | C  | T  |
| Risultato | N | N  | N  | V | V | V | V | P | V | V  | P  | V  | P  | P  | V  | N  | P  | V  | P  | V  | N  | N  | P  | V  | N  | N  | N  | V  | P  | V  | P  | V  | P  | V  | P  | P  | V  | P  |
| Posizione | 9 | 11 | 10 | 6 | 4 | 2 | 1 | 3 | 2 | 2  | 3  | 1  | 3  | 6  | 3  | 4  | 6  | 6  | 7  | 5  | 7  | 7  | 7  | 6  | 6  | 6  | 7  | 5  | 7  | 6  | 7  | 6  | 6  | 5  | 7  | 7  | 5  | 6  |

Legenda:

Luogo: C = Casa; T = Trasferta. Risultato: V = Vittoria; N = Pareggio; P = Sconfitta.

### Statistiche dei giocatori
| Giocatore    | 2. Bundesliga | 2. Bundesliga | 2. Bundesliga | 2. Bundesliga | Coppa di Germania | Coppa di Germania | Coppa di Germania | Coppa di Germania | Totale   | Totale | Totale      | Totale     |
| Giocatore    | Presenze      | Reti          | Ammonizioni   | Espulsioni    | Presenze          | Reti              | Ammonizioni       | Espulsioni        | Presenze | Reti   | Ammonizioni | Espulsioni |
| ------------ | ------------- | ------------- | ------------- | ------------- | ----------------- | ----------------- | ----------------- | ----------------- | -------- | ------ | ----------- | ---------- |
| C. Babington | 34            | 9             | 9             | 0             | 0                 | 0                 | 0                 | 0                 | 34       | 9      | 9           | 0          |
| H. Bachorz   | 38            | 8             | 3             | 0             | 1                 | 0                 | 0                 | 0                 | 39       | 8      | 3           | 0          |
| M. Behrendt  | 32            | 0             | 0             | 0             | 1                 | 0                 | 0                 | 0                 | 33       | 0      | 0           | 0          |
| R. Brandt    | 5             | 0             | 0             | 0             | 0                 | 0                 | 0                 | 0                 | 5        | 0      | 0           | 0          |
| H. Bruns     | 37            | 16            | 6             | 0             | 1                 | 0                 | 0                 | 0                 | 38       | 16     | 6           | 0          |
| P. Diekämper | 13            | 1             | 1             | 0             | 0                 | 0                 | 0                 | 0                 | 13       | 1      | 1           | 0          |
| G. Drews     | 30            | 7             | 0             | 0             | 1                 | 1                 | 0                 | 0                 | 31       | 8      | 0           | 0          |
| K. Eickhoff  | 1             | 0             | 0             | 0             | 0                 | 0                 | 0                 | 0                 | 1        | 0      | 0           | 0          |
| T. Frigger   | 0             | 0             | 0             | 0             | 0                 | 0                 | 0                 | 0                 | 0        | 0      | 0           | 0          |
| E. Hammes    | 38            | 16            | 2             | 0             | 1                 | 0                 | 0                 | 0                 | 39       | 16     | 2           | 0          |
| H. Horsch    | 37            | 6             | 7             | 0             | 1                 | 0                 | 0                 | 0                 | 38       | 6      | 7           | 0          |
| J. Hünerlage | 1             | 0             | 0             | 0             | 0                 | 0                 | 0                 | 0                 | 1        | 0      | 0           | 0          |
| R. Klee      | 0             | 0             | 0             | 0             | 1                 | 0                 | 0                 | 0                 | 1        | 0      | 0           | 0          |
| R. Klimke    | 37            | 0             | 1             | 0             | 1                 | 0                 | 0                 | 0                 | 38       | 0      | 1           | 0          |
| R. Koppel    | 1             | 0             | 0             | 0             | 0                 | 0                 | 0                 | 0                 | 1        | 0      | 0           | 0          |
| K. Kozicki   | 2             | 0             | 0             | 0             | 0                 | 0                 | 0                 | 0                 | 2        | 0      | 0           | 0          |
| D. Kudella   | 20            | 0             | 3             | 0             | 0                 | 0                 | 0                 | 0                 | 20       | 0      | 3           | 0          |
| P. Lussu     | 21            | 0             | 1             | 0             | 1                 | 0                 | 0                 | 0                 | 22       | 0      | 1           | 0          |
| F. Salewski  | 3             | 0             | 0             | 0             | 0                 | 0                 | 0                 | 0                 | 3        | 0      | 0           | 0          |
| W. Schmitt   | 25            | 7             | 1             | 0             | 1                 | 0                 | 0                 | 0                 | 26       | 7      | 1           | 0          |
| D. Schulitz  | 12            | 0             | 0             | 0             | 1                 | 0                 | 0                 | 0                 | 13       | 0      | 0           | 0          |
| P. Wloka     | 22            | 1             | 1             | 0             | 1                 | 0                 | 0                 | 0                 | 23       | 1      | 1           | 0          |
| H. Zimmer    | 35            | 3             | 1             | 0             | 0                 | 0                 | 0                 | 0                 | 35       | 3      | 1           | 0          |
| H. Zyla      | 32            | 0             | 2             | 0             | 1                 | 0                 | 0                 | 0                 | 33       | 0      | 2           | 0          |